# Jorge Figueiredo
Jorge Fidelino Galvão de Figueiredo (1944) é um jornalista e economista brasileiro radicado em Portugal. 
Licenciado em Ciências Económicas pela Universidade de São Paulo (PUC), vive em Portugal desde 1975. Durante alguns anos dedicou-se ao jornalismo económico, tendo sido redactor e editor de várias publicações, com destaque para O Diário. Actualmente trabalha como economista e consultor, sendo a Economia da Energia a sua especialidade principal. Dirigiu ou participou em numerosos projectos, tanto em Portugal como noutros países. É autor de A Volta ao Mundo em 80 Bytes, um livro pioneiro em Portugal sobre informática. Fundou e dirige, com Miguel Urbano Rodrigues, o sítio de informação alternativa Resistir.Info.